# تیم ملی والیبال مردان ایتالیا
تیم ملی والیبال مردان ایتالیا یک تیم والیبال متشکل از مردان والیبالیست کشور ایتالیا است که به نمایندگی از این کشور در میادین بین‌المللی حاضر می‌شود. ایتالیا یکی از تیم‌های قدرتمند والیبال در جهان است. ایتالیا چهار نشان قهرمان جهان را در پرونده کاری خود دارد. ملی پوشان ایتالیا در سال‌های ۱۹۹۰، ۱۹۹۴ و ۱۹۹۸ و ٢٠٢٢ نشان طلای مسابقات والیبال قهرمانی جهان را از آن خود کردند و در سال ۱۹۷۸ نیز نشان برنز این رقابت‌ها را به دست آوردند. بیشترین افتخارات تیم ملی والیبال ایتالیا در رقابت‌های لیگ جهانی است که هشت نشان  طلا در سال‌های ۱۹۹۰ تا ۱۹۹۲، ۱۹۹۴، ۱۹۹۵، ۱۹۹۷، ۱۹۹۹ و ۲۰۰۰ از جمله آنان است. ایتالیا شش مدال نقره و برنز مسابقات بازی‌های المپیک را نیز در کارنامه خود دارد که در سال‌های ۱۹۹۶ آتلانتا و ۲۰۰۴ آتن و ۲۰۱۶ ریو به مدال نقره دست یافت و در سال‌های ۱۹۸۴ لس آنجلس، ۲۰۰۰ سیدنی و ۲۰۱۲ لندن مدال برنز و عنوان سومی بازی‌های المپیک را به دست آورد.

## سال‌های اولیه
تیم ملی ایتالیا اولین مدال بین‌المللی خود را در سال ۱۹۴۸ با قهرمانی در جام ملت‌های اروپا به دست آورد.

## دست‌آوردها
| المپیک                 | ۰  | ۳  | ۳  | ۶  |
| قهرمانی جهان           | ۳  | ۱  | ۰  | ۴  |
| جام جهانی              | ۱  | ۳  | ۱  | ۵  |
| جام بزرگ قهرمانان جهان | ۱  | ۰  | ۲  | ۳  |
| لیگ جهانی              | ۸  | ۳  | ۴  | ۱۵ |
| قهرمانی اروپا          | ۶  | ۴  | ۳  | ۰  |
| یونیورسیاد             | ۱  | ۱  | ۵  | ۷  |
| بازی‌های مدیترانه       | ۶  | ۲  | ۱  | ۹  |
| مجموع                  | ۲۶ | 17 | 19 | 62 |